# Shōji Yonemura
Shōji Yonemura (japonés: 米村 正二, Fukuoka, 1964) es un guionista japonés de anime y tokusatsu conocido por Pokémon. Estudió en la Universidad Tokio Zokei y ha trabajado como freelance en  Arakawa.